# Croat (moneda)
|  | Per a altres significats, vegeu «croat (criptomoneda)». |

El croat era una moneda catalana d'argent creada el 1285 pel rei Pere el Gran. Va ser coneguda com a croat barceloní i, també, com a xamberg. A l'anvers figurava l'efígie del comte de Barcelona, i al revers la creu a la qual devia el nom la moneda.

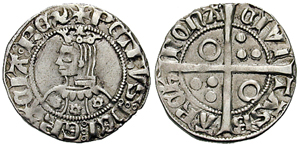
Croat de Pere III.

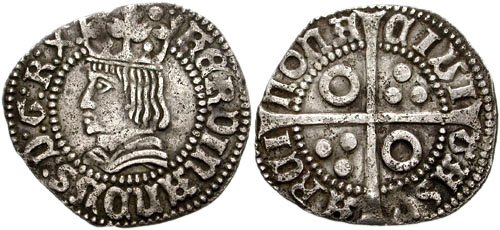
Croat de Ferran el Catòlic.

Un croat equivalia a dotze diners de tern. Es caracteritzava per tenir una gran creu al revers, d'aquí el seu nom. Els croats s'emetien des de les seques de les ciutats de Barcelona i Perpinyà. També van posar-se en circulació peces de mig croat i d'un quart de croat.
Es van encunyar croats durant segles, encara que la quantitat de plata que duien va anar variant. Els darrers croats es van fer a Barcelona els anys 1705 i 1706, primer a nom de Felip V de Borbó, i després per al pretendent Carles III d'Àustria.